# Joe Peacott
Joe Peacott é um escritor anarquista individualista residente nos Estados Unidos. Ele é uma figura importante no BAD Press, uma publicação de filosofia anarquista individualista. Seu trabalho em economia e sociologia foi publicado pelo Libertarian Alliance e referenciados favoravelmente pelos principais estudiosos anarquistas, como Kevin Carson.  O ativismo anti-guerra  de Peacott  em Anchorage, Alaska foi matéria divulgada pela estação de TV KTUU.
Peacott, na tradição dos anarquistas individualistas americanos do século XIX suporta a propriedade privada,  acreditando  que os indivíduos devem reter o valor integral de tudo o que eles produzem e devem ser livres para ocupar e usar apenas as terras que eles possam colocar em uso sem empregar o trabalho dos outros. Sustentando que os indivíduos são livres para partilhar o seu trabalho e propriedade, a fim de aumentar a sua eficiência econômica, melhor fornecer para outros em necessidade, ou simplesmente desfrutar da companhia de seus companheiros. Mas isto ainda seria voluntário, com acordos privados, em que os indivíduos em causa partilham dos produtos do seu trabalho, desde que bem entenderem, mantendo a sua liberdade de deixar a empresa, se e quando assim o desejarem. Ele se opõe tanto o Capitalismo como o Socialismo de Estado.